# Bruskespar
Bruskespar is een geslacht van kevers uit de familie van de loopkevers (Carabidae). De wetenschappelijke naam van het geslacht is voor het eerst geldig gepubliceerd in 1998 door Morvan.

## Soorten
Het geslacht Bruskespar omvat de volgende soorten:
- Bruskespar deuvei Morvan, 1998
- Bruskespar deuvesianum Morvan, 2007
- Bruskespar kevnidennek Morvan, 1998